# Nabucco (gazoduct)

Sigla Nabucco

Proiectul Nabucco are drept scop diversificarea surselor de aprovizionare cu energie ale Uniunii Europene, care este dependentă energetic de Rusia, prin construirea unui gazoduct pornind din regiunea Caspică și care să ocolească Rusia. Conducta avea inițial o lungime de 3.300 de kilometri,
lucrările de construcție fiind inițial programate să înceapă în 2011 iar gazoductul ar fi urmat să intre în exploatare în 2014.
Costul estimat inițial al lucrărilor era de aproximativ 4,5 miliarde Euro.
Datorită creșterii prețului petrolului și implicit și al oțelului, estimarea actualizată în luna mai 2008 a ajuns la 7,9 miliarde euro, sumă ce de asemenea nu mai este de actualitate, întrucât noua variantă a traseului, Nabucco West, este mai scurtă și deci mai ieftină. Proiectul va fi finanțat, în proporție de circa o treime, de către acționari și de bănci - două treimi.
Proiectul inițial necesita două milioane de tone de oțel, 200.000 de segmente de țeavă de oțel și peste 30 de stații de comprimare a gazului.
Principala sursă de aprovizionare estefaza a doua a zăcământului Shah Deniz din Azerbaidjan. În funcție de situație, gazele naturale ar putea proveni și din Irak, Turkmenistan și Kazakhstan. În cazul Turkmenistanului, problema este tranzitul pe sub Marea Caspică, în condițiile în care chestiunea granițelor maritime rămâne o problemă nerezolvată în zonă, iar pentru rezolvarea acesteia este nevoie de acordul Rusiei.
Pregătirile pentru Nabucco au început în anul 2002 iar un accord interguvernamental a fost semnat între Turcia, Bulgaria, România, Ungaria și Austria la data de 13 iulie 2009.
După anunțul privind construirea gazoductului TANAP, consorțiul a transmis propunerea pentru proiectul Nabucco West. 

## Nabucco West

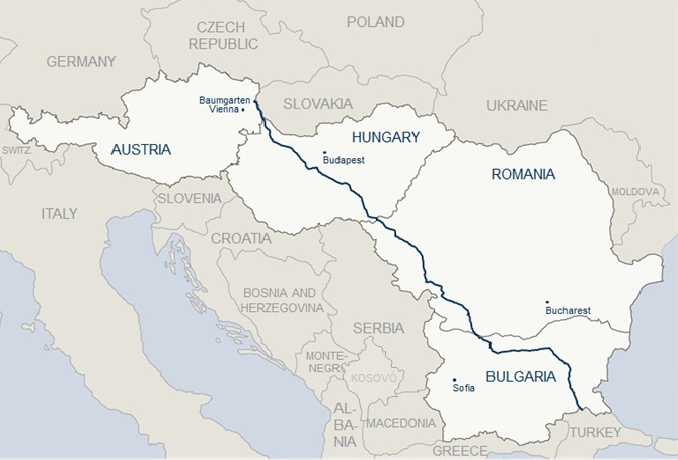
Traseul Nabucco West

Nabucco West este o versiune revizuită a proiectului inițial și vizează conectarea frontierei turco-bulgare de Austria. Obiectivul este de a livra către Europa resursele de gaz existente în câmpul gazier Shah Deniz 2, situat în Azerbaidjan, fiind o variantă scurtată a proiectului inițial Nabucco, ce urma să pornească de la Erzurum, Turcia, și să ajungă la Baumgarten an der March în Austria, traversând Turcia, Bulgaria, Ungaria și Austria. Noul Nabucco West are un traseu mai scurt ceea ce a determinat și reducerea costurilor sale inițiale. Începerea construcției Nabucco West depinde de decizia privind traseul care urmează să fie anunțată de consorțiul Shah Deniz până la sfârșitul lunii iunie. În cazul unei decizii favorabile, lucrările de construcție la Nabucco West vor demara în 2015 iar primele livrări sunt așteptate în 2018. 
Proiectul Nabucco beneficiază de susținere din partea UE și a Statelor Unite. Nabucco a fost catalogat drept proiect strategic în cadrul rețelei trans-europene de transport (TEN-T).
Nabucco West este proiectat să înceapă de la frontiera turco-bulgară și să traverseze Bulgaria, România și Ungaria până la Baumgarten, în Austria. Lungimea totală a gazoductului Nabucco West este de 1.329 de kilometri, cu următoarele distanțe în fiecare dintre țările de tranzit menționate mai jos:
- Bulgaria: 424 kilometri
- România: 475 kilometri
- Ungaria: 383 kilometri
- Austria: 47 kilometri

În România, conducta va trece pe sub fluviul Dunărea și va traversa teritoriul românesc dinspre partea de sud-vest către partea de nord-vest, punctul inițial de intrare fiind Portul Bechet, iar cel nord-vestic de ieșire fiind Nădlac. Conducta va traversa județele Dolj, Mehedinți, Caraș-Severin, Timiș și Arad. Conducta va traversa 11 situri protejate, două parcuri naționale, trei rezervații natural, 57 de cursuri de apă, respective râurile Jiu, Coșuștea, Cerna, Belareca, Timiș, Bega, și Mureș, precum și afluenții acestora. 
Compania poloneză PGNiG anunțase că lua în calcul construirea unei conexiuni între Nabucco și Polonia. 
Pentru acest proiect, contribuția României stabilită inițial era de aproximativ 850 milioane de euro, plătibili în patru ani.
Proiectul prevede tranzitarea României, pe o porțiune de 475 de kilometri.
Proiectul este dezvoltat de consortiul Nabucco Gas Pipeline International GmbH, fondat în anul 2004, la Viena. Conducerea consorțiului este asigurată de Reinhard Mitschek, care provine din compania austriacă OMV.
Principalii acționari în proiect sunt:
- OMV (Austria)
- FGSZ (subsidiară deținută integral de grupul MOL) (Ungaria)
- Transgaz (România)
- Bulgarian Energy Holding (Bulgaria)
- BOTAȘ (Turcia)

Compania germană RWE, care inițial făcea parte din consorțiu, s-a retras iar OMV a preluat în martie 2013 cota parte a acesteia în consorțiu. La 28 mai 2013 a fost anunțat acordul companiei franceze GDF Suez de a încheia un Acord de Cumpărare de Acțiuni cu OMV, la Viena. GDF Suez se va alătura OMV (Austria), FGSZ (Ungaria), Transgaz (România), BEH (Bulgaria) și BOTAȘ (Turcia) ca acționar al Nabucco.

## Date tehnice
Nabucco West beneficiază de derogări de la prevederile legislației europene, privind alocarea a 50% din capacitatea de transport către terțe părți. Autoritățile de reglementare din țările de transit au confirmat, la 14 mai 2013, prelungirea derogărilor. Prelungirea este în conformitate cu estimările privind calendarul de livrări al gazelor din zăcământul Shah Deniz.
Nabucco West va avea o capacitate inițială de livrare de 10 miliarde de metri cubi pe an. Fiind un proiect scalabil, capacitatea acestuia va ajunge la 23 de miliarde de metri cubi, într-o etapă ulterioară, ceea ce va răspunde unei prognozate creșteri a cererii de gaze naturale în UE.
Nabucco West va oferi 50% din capacitatea sa de transport către terțe părți, altele decât acționarii.
Un studiu de fezabilitate al proiectului a fost efectuat cu ajutorul unui grant oferit de UE.
La 21 decembrie 2011, NABUCCO Gas Pipeline International GmbH a anunțat numirea companiei Worley Parsons ca proiectant al proprietarului (Owner´s Engineer).
La 28 ianuarie 2013, NABUCCO Gas Pipeline International GmbH a anunțat semnarea unui contract cu Saipem pentru serviciile de proiectare de bază (Front End Engineering & Design - FEED) pentru Proiectul Nabucco West. Saipem a fost selectat ca furnizor pentru aceste servicii printr-o procedură de licitație competitivă, începută în luna septembrie 2012. Contractul include toate activitățile FEED pentru sistemul de conducte cu diametrul de 48 de inci și o lungime totală de 1.329 kilometri. Printre acestea se numără analiza strategică a datelor și informațiilor în vederea efectuării de evaluări de risc și alocări de resurse adecvate pe întreg traseul conductei, pentru a asigura continuarea dezvoltării cu succes a proiectului.
Costurile proiectului Nabucco West nu au fost făcute publice însă directorul general al consorțiului, Reinhard Mitschek, a declarat la sfârșitul anului 2012 că acestea ar fi cu mult sub 7,9 miliarde de Euro, suma revizuită.
Sursele de finanțare a proiectului nu au fost decise încă dar, în calitatea sa de proiect commercial, Nabucco va fi finanțat în proporție de 30% de către partenerii din proiect iar restul prin intermediul unor instrumente financiare comerciale. 
Nabucco-West este proiectat în principal pentru a transporta resursele de gaze naturale de la Shah Deniz prin conducta TANAP, având o capacitate cuprinsă între 10 și 23 de miliarde de metri cubi anual. Directorul general al OMV, acționar al consorțiului Nabucco, a sugerat că Nabucco ar putea fi de asemenea utilizat pentru transportul gazelor extrase de companie din Marea Neagră. 
Pentru a contracara proiectul, Rusia a demarat un proiect concurent, South Stream, în care a încercat să atragă inclusiv o parte dintre partenerii Nabucco. Proiectul South Stream, a fost lansat in 2007, dar acesta ocolește România și nu elimină dependența de gazele rusești. Actionari sunt grupul rus Gazprom si ENI, din Italia.
Proiectul Nabucco este susținut de Statele Unite ale Americii, pentru care proiectul este la fel de important așa cum a fost oleoductul Gazoductul Baku-Ceyhan în anii ’90.
Conducta de petrol dintre Azerbaidjan și Turcia a adus petrol din Marea Caspică până în zona Mediteranei, ocolind Rusia.

## Concurență
Un alt proiect concurent este TAP (Trans-Adriatic Pipeline) care ar presupune transportul a 10 miliarde metri cubi de gaz caspic pe an de-a lungul unui traseu de 800 km, cu incepere de la Komotini, in apropiere de granita greco-turca, trecand prin Grecia si Albania si terminandu-se la San Foca in Italia. Partenerii TAP sunt Statoil din Norvegia, grupul elvețian EGL si grupul german E.ON Ruhrgas. Statoil este, de asemenea, partener la Shah Deniz II, alaturi de BP.